# 高橋美幸
高橋 美幸（たかはし みゆき、1963年 - ）は、日本の脚本家。静岡県出身。

## 略歴
静岡学園高等学校、立正大学文学部卒業。立正大学在学中は学生新聞会、橘花祭実行委員会に所属。中学・高等学校国語科・書道科教員免許取得。趣味は日本料理。「第24回国民文化祭・しずおか2009」静岡県国民文化祭企画委員、他。東京都在住。卒業後、静岡県内のコミュニティー誌制作や静岡県内流通業界紙ライターを経て、Vシネマ脚本・1992年少年少女文庫『野口英世』（吟遊社出版）原作執筆、フジテレビ『美少女H』第20話「死んでもいい」（1998年）脚本をはじめ、映画『きみのためにできること』（1999年、監督・篠原哲雄、日活）脚本など、脚本家・小説家として活動している。

## 主な作品

### 映画
- 『きみのためにできること』（1999年　日活）
- 『九ノ一金融道』（2000年　東映）
- 『蝉祭りの島』（2000年　ジャパンアート★芸術文化振興基金助成事業作品）
- 『あしたはきっと…』（2001年　読売テレビ）
- 『ダンボールハウスガール』（2001年　チームオクヤマ）
- 『ぷりてぃー・ウーマン』（2003年　光和インターナショナル）
- 『13の月』（2006年　エクセレントフィルム）
- 『プライド』（2009年　エクセレントフィルム★芸術文化振興基金助成事業作品）
- 『ばかもの』（2010年　東北新社）
- 『R-18文学賞vol.1 自縄自縛の私』（2013年吉本興業）
- 『モンスター』（2013年エクセレントフィルムズ）
- 『R-18文学賞vol.2ジェリーフィシッシュ』（2013年 吉本興業）
- 『火Hee』（2016年 吉本興業）

### ドラマ
- 『山本周五郎人情時代劇 第7話 初蕾』（2016年　BSテレ東）
- 『山本周五郎人情時代劇 第12話 おもかげ抄』（2016年 BSテレ東）
- 『火花』第3・4・6・7話  又吉直樹原作(2016年 Netflix)
- 『クロスロード』1シーズン3話、4話（2016年　NHK BSプレミアム）
- 『クロスロード〜声なきに聞き形なきに見よ』（2017年 NHK BSプレミアム）
- 『山本周五郎時代劇 武士の魂 第5話 山茶花帖』（2017年　BSテレ東）
- 『クロスロード〜群衆の正義』（2018年 NHK BSプレミアム）
- 『デフ・ヴォイス〜法廷の手話通訳士』全2話（2023年 12月　NHK総合）
- 『終幕のロンド -もう二度と、会えないあなたに-』（2025年　関西テレビ・フジテレビ）

### ラジオ
- FMシアター『卵の緒』（2004年　NHK）

### 小説
- 問題小説『毒の果実』（1996年　徳間書房）
- 問題小説『水曜日の左手』（1997年　徳間書房）
- 『羊ケ森のひみつ』第1巻「荒ぶる眠り神」・第2巻「悲しみの鬼女様」・第3巻「さよならの振り向き橋」（くもん出版）

### アニメーション
- 『地獄堂霊界通信』（東映）
- 『ちびねこチョビ』（東北新社）
- 『同級生』第1話 - 第6話（ケイエスエス）

### 舞台
- 『普通の極楽』作演出（劇団笑劇戦団）
- 『オサムの女～トリプルバトル☆デラックス』作（S.A.K.E）